# Lex Hives
Lex Hives es el nombre que el grupo de garage rock The Hives le dio a su quinta producción discográfica, la cual comenzó a venderse a partir del 1 de junio de 2012 en Suecia y Alemania mientras que lo mismo ocurrió internacionalmente los días 4, 5 y 8 del mismo mes y año en los puntos de distribución en Estados Unidos de América, Canadá, Reino Unido y Australia.
Este álbum de larga duración fue financiado en su totalidad con los recursos financieros de los miembros de la banda a través de su propia disquera llamada Disque Hives excepto por los temas extra de la versión de lujo del material que fueron producidos por Josh Homme y fue editado para su mezcla por Andrew Scheps (Red Hot Chili Peppers, Adele), D. Sardy (Marilyn Manson, Slayer) y Joe Zook (Weezer, Modest Mouse).

## Denominación
El término "Lex Hives" proviene del latín donde al usar la palabra "lex" que significa ley unida a "hives" se vuelve una frase derivada que implica la creación y aceptación de una ley o código que las contenga como el marco normativo que regula lo referente a su contenido de acuerdo con lo mencionado en una entrevista por Nicholaus Arson.

## Proceso creativo
Tras haber grabado dos álbumes (Tyrannosaurus Hives y The Black and White Album) para la disquera Interscope perteneciente a Universal Music Group, el conjunto no quiso prorrogar su contrato y decidió volverse un agente libre por lo que The Hives se volvió un grupo independiente y financió su quinto álbum de estudio produciéndolo que su propia disquera independiente, Disques Hives.
Respecto de la razón por la cual se dio una larga espera de cinco años para la creación de nuevo material, el propio Howlin' Pelle Almqvist en entrevista explicó que estuvieron de gira por casi 3 años promocionando The Black and White Album y que además no es fácil llegar a un acuerdo inmediatamente con un conjunto de 5 individuos para producir sabiendo que el dinero de los bolsillos de todos esta de por medio en la inversión según expresó Nicholaus Arson.
"Creímos que sería más rápido si lo producíamos nosotros mismos en contraposición a tener el apoyo de alguien que está ocupado las 24 horas del día los 7 días de la semana y los 365 días del año. Más que simplemente meternos al estudio rentándolo durante cierto tiempo, podemos ir cuando queramos. Resulta que el tener cinco productores que tienen el mismo poder de decisión respecto de todo no es algo tan veloz. Cualquiera supondría que pudimos haber previsto esto con antelación."
Para promocionar esta placa discográfica The Hives realizó un concurso en su cuenta de la red social Facebook el 23 de marzo de 2012. Una actualización en la sección de noticias del sitio oficial del grupo dio a conocer el listado de la versión estándar del material con las primeras doce canciones del mismo, pero las letras estaban revueltas por lo que el primer seguidor que enviara su versión con los nombres correctos recibiría una llamada telefónica de los miembros del grupo. La pieza que sin lugar a dudas fue la más difícil de descifrar fue la 9, que decía "LEX IX: TSHETALCHLESRATECGIALTESESPCNOEVES", la cual solo fue decodificada con el esfuerzo colectivo de varios fanáticos dedicados que llegaron a la conclusión de que esta canción se llamaba "These Spectacles Reveal the Nostalgics", La agrupación anuncio al ganador del gran premio y a otros 17 participantes en su perfil el 6 de abril de 2012.

## Recepción
Esta obra musical se vendió en formato físico en disco de vinilo y disco compacto mientras que el formato digital se puede obtener vía iTunes en archivos con la extensión mp3.

### Ventas
Por sus ventas en formato físico, el álbum ingreso a las listas de popularidad de Suecia en la posición número 7 durante la primera semana de ventas la 20 en Suiza, 38 e Austria y Australia, 53 en Canadá.
Por sus ventas en formato digital, esta producción discográfica alcanzó la cima en la lista de iTunes en Suecia y la posición número 25 en las listas respectivas de Australia.

### Crítica especializada
En general la crítica ha dado reseñas positivas, moderadas, regulares y exigentes. Por ejemplo, Amazon menciona que las canciones que conforman el compilado no son para cualquiera y que no son el tipo de cortes que suenan igual de ser ejecutadas con una guitarra acústica frente a una fogata, sino que por lo sólido del sonido que producen es carbón fosilizado inyectado a los oídos del escucha y la prueba de ello es el primer sencillo promocional denominado "Go Right Ahead".
En lugares como Woorales, Sobrecarga Radio y Me Hace Ruido se considera que muchas de las canciones son demasiado parecidas entre sí y a cualquiera de las que aparecen en Tyrannosaurus Hives. Igualmente en Cyberfanatix si bien no lo consideran un bache en el camino es un seguimiento un tanto mediocre de la carrera de la banda por esa misma razón.
Mientras tanto en Indie Hoy se considera que la espera de cinco años ha valido la pena para oír una vez más su garage punk rock rápido pero prolijo, coros pegadizos, canciones relativamente cortas y la voz frenética de Pelle Almqvist y en Consequence Of Sound se considera que aunque no lograrán las glorias del pasado sin duda saben cómo entretener a sus fanáticos y exaltan curiosamente todos los elementos innovadores dentro del disco en forma excelsa.
En Ojos de Gato se llega a la conclusión de que el grupo sigue haciendo bien lo que mejor sabe hacer o sea complacer a los fanáticos, por lo que no es nada perturbador su futuro.

## Lista de pistas
| N.º | Título                                                                                         | Duración |  |
| 1.  | «Come On!»                                                                                     | 1:09     |  |
| 2.  | «Go Right Ahead»                                                                               | 3:06     |  |
| 3.  | «1000 Answers»                                                                                 | 2:07     |  |
| 4.  | «I Want More»                                                                                  | 2:52     |  |
| 5.  | «Wait a Minute»                                                                                | 3:02     |  |
| 6.  | «Patrolling Days»                                                                              | 4:01     |  |
| 7.  | «Take Back the Toys»                                                                           | 2:54     |  |
| 8.  | «Without the Money»                                                                            | 1:54     |  |
| 9.  | «These Spectacles Reveal the Nostalgics»                                                       | 1:57     |  |
| 10. | «My Time is Coming»                                                                            | 2:34     |  |
| 11. | «If I Had a Cent»                                                                              | 2:01     |  |
| 12. | «Midnight Shifter»                                                                             | 3:37     |  |
| 13. | «High School Shuffle (Pista Extra - Canción versionada original de Alex Carole and The Crush)» | 3:03     |  |
| 14. | «Insane (Pista Extra - Canción versionada original de The Dragtones)»                          | 2:47     |  |

Notas
1. Ambas canciones versionadas están directamente relacionadas con uno de los miembros de The Hives de alguna manera. "High School Shuffle" fue producida por Chris Dangerous (baterista). "Insane" es una obra musical hecha por Vigilante Carlstroem (guitarrista) junto con el resto de sus compañeros de grupo en The Dragtones.
2. "Go Right Ahead" es en parte obra musical de Jeff Lynne ya que permitió a la agrupación usar estridencias similares a la canción de Electric Light Orchestra llamada Don't Bring Me Down en pequeñas secciones.

## Créditos
The Hives
- Howlin' Pelle Almqvist - vocalizaciones
- Nicholaus Arson - guitarra líder/vocalizaciones de fondo
- Vigilante Carlstroem – guitarra rítmica/vocalizaciones de fondo
- Dr. Matt Destruction – bajo
- Chris Dangerous – batería

Músicos invitados y personal adicional
- Gustav Bendt - saxofón
- Per Ruskträsk Johansson - saxofón
- Jonas Kullhammar - saxofón
- Henrik Alsér - ingeniero
- Michael Ilbert - ingeniero
- Karl Larsson - ingeniero
- Dagge Lundquist - ingeniero
- Johan Gustavsson - ingeniero
- Kalle Gustavsson - ingeniero
- Justin Smith - ingeniero
- Janne Hansson - ingeniero
- Linn Fijal - ingeniero asistente
- Jeff Lynne - compositor
- Stephen Marcussen - masterización
- Andrew Scheps - mezcla
- Joe Zook - mezcla